# Marsilietto Papafava da Carrara
Marsilietto da Carrara, detto Papafava (Padova, fine XIII secolo – Padova, 6 maggio 1345), è stato un politico italiano.

## Biografia
Figlio di Albertino e di Adelaide Scrovegni, proveniva da un ramo secondario della prestigiosa famiglia da Carrara che aveva assunto il soprannome Papafava.
In giovane età aveva rivestito la carica di podestà di Piove di Sacco e quindi di sovrintendente alle prigioni di Padova. Fu coinvolto in seguito negli scontri legati all'ascesa di Marsilio da Carrara, suo lontano parente, alla signoria della città: rimasto ferito nel corso della rivolta anticarrarese del 22 settembre 1325, l'anno successivo combatté i ribelli guidati da Corrado da Vigonza; assieme a Nicolò da Carrara, altro suo congiunto, si distinse nella riconquista della torre del Curame strappandola alla Repubblica di Venezia.
Nel 1327 partecipò a una missione diplomatica presso Enrico di Carinzia, vicario a Padova per Federico d'Asburgo, per chiedere aiuto contro lo stesso Nicolò che, passato dalla parte dei fuoriusciti e alleatosi con Cangrande della Scala, minacciava la città. Vero è che anche tra Marsilietto e Ubertino, fratello di Nicolò, erano insorti dei contrasti sicché Marsilio preferì allontanarlo dalla città; il pretesto gli venne da Enghelmario di Villandres, capitano di Padova in vece di Enrico di Carinzia, che nell'agosto del 1328 costrinse Marsilietto all'esilio accusandolo di aver pronunciato ingiurie contro il vicario imperiale.
Per qualche settimana abitò a Venezia, mentre l'11 settembre Padova si dava a Cangrande. Ma già il 14 settembre fu richiamato in patria, in occasione delle nozze fra Taddea di Giacomo I da Carrara e Mastino della Scala. Nel novembre fu a Verona per ricevere da Cangrande il titolo di cavaliere. Militò poi nella guerra che oppose Venezia, Firenze e Marsilio a Mastino dalla Scala e partecipò all'assedio di Monselice dell'agosto 1337.
Di lui non si sa più nulla sino al 27 marzo 1345, quando, sul letto di morte, Ubertino da Carrara (che nel 1338 era succeduto a Marsilio nella signoria), lo indicò quale suo erede. Ubertino, quindi, escludeva dalla successione i cugini Giacomo e Giacomino di Nicolò e nominava alla guida della città un suo lontano parente; determinante fu l'influenza dal suo vicario Pietro da Campagnola, acerrimo nemico di Nicolò che temeva la vendetta dei suoi figli. Una volta preso possesso della carica, Marsilietto si premurò di mandare degli ambasciatori a Venezia, con cui intratteneva da tempo degli ottimi rapporti, per notificare la sua elezione e per chiedere di confermare i patti conclusi con Marsilio nel 1337 e ratificati l'anno successivo da Ubertino. La domanda fu accettata e il 20 aprile 1345 venne emesso un nuovo trattato di alleanza.
Ma il 6 maggio, dopo appena quarantun giorni di governo, Marsilietto moriva sotto i colpi di Giacomo II che prese possesso della signoria rivendicando i propri diritti di successione. Venne sepolto nelle arche esterne basilica di Sant'Antonio; demolite nel 1873, il resti riposano ora sul lato meridionale del chiostro.

## Discendenza
Sua moglie fu probabilmente Agnese Visconti. Lasciò una figlia, Lieta, andata in sposa a Nicolò Maltraversi conte di Lozzo.